# فرودگاه بین‌المللی پیلانسبرگ
 فرودگاه بین‌المللی پیلانسبرگ (به انگلیسی: Pilanesberg International Airport) یک فرودگاه همگانی با کد یاتا NTY است که یک باند فرود آسفالت دارد و طول باند آن ۲۷۵۰ متر است. این فرودگاه در کشور آفریقای جنوبی قرار دارد و در ارتفاع ۱۰۴۰ متری از سطح دریا واقع شده است.

## شرکت‌های هواپیمایی و مقصدهای پروازی
| شرکت‌های هواپیمایی  | مقصدهای پروازی        |
| ------------------ | --------------------- |
| ساوث افریکن اکسپرس | کیپ‌تاون، اولیور تامبو |